# SV Süden Forst
Der SV Süden Forst war ein Fußballverein aus der Stadt Forst (Lausitz). Der Verein stand in den 1920er-Jahren zweimal im Finale der deutschen ATSB-Fußballmeisterschaft.

## Geschichte

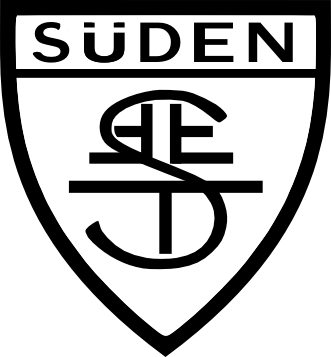
Logo des TuS Süden Forst

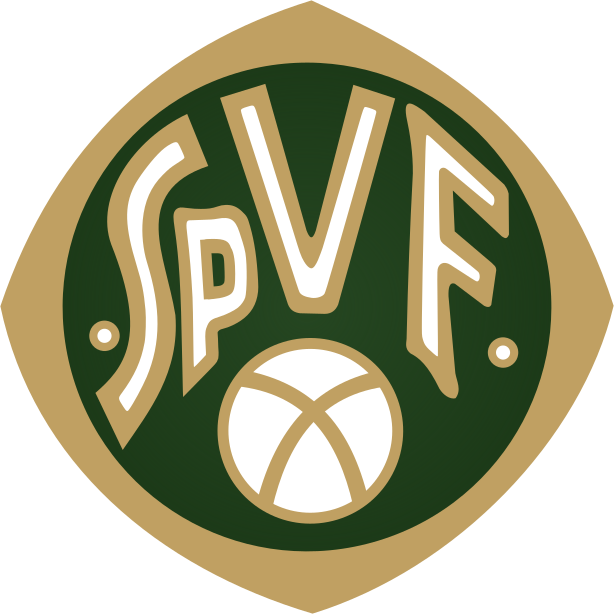
Logo der SpVgg Forst (1933–1945)

Wappen der BSG Einheit Forst

Der SV Süden Forst wurde im Jahr 1907 als siebte Abteilung (Süden) der Vereinigten Freien Turnerschaften Forst/Lausitz gegründet. Bereits 1913 und 1914 wurde der Verein Kreismeister im Arbeiterfußball. Es erfolgte die Umbenennung zum Turn- und Sportverein Süden Forst. Als 1919 der ATSB beschloss, in Konkurrenz zum DFB eine Bundesmeisterschaft im Fußball für Arbeitersportvereine auszurichten, nahm auch Süden Forst teil. Bereits im Jahr 1920 qualifizierte sich Süden als Ostdeutscher Meister für die Endrunde. Am 20. Juni 1920 besiegte die Mannschaft in Kassel vor 4.500 Zuschauern die TSG Waldau überraschend hoch mit 5:1 und zog ins Finale ein. Das in Leipzig stattfindende Finale ging allerdings gegen den TSV Fürth mit 3:2 verloren.
Auch in der Saison 1925/26 konnte sich Süden Forst erneut als Meister des ATSB-Kreises Ostdeutschland für die ATSB-Meisterschaft qualifizieren. Im Halbfinale wurde der TSV St. Leonhard-Schweinau mit 2:0 besiegt. Das Finale, welches am 29. Mai 1926 in Dresden vor 12.000 Zuschauern stattfand, verlor Forst allerdings deutlich mit 1:5 gegen den Dresdner SV 1910.
1933 wurden sämtliche Arbeitersportvereine, so auch die TuS Süden Forst, von den Nationalsozialisten aufgelöst. Der Verein fusionierte mit dem VfB 1901 Forst, welcher 1901 als FC Hohenzollern Forst gegründet wurde und bis Ende der 1920er in der Bezirksliga Niederlausitz des südostdeutschen Fußball-Verbandes spielte, und spielte fortan als SpVgg Forst im Fußballgau Berlin-Brandenburg des Fachamtes Fußball. 1935 gelang der Aufstieg in die zweitklassige Bezirksklasse Lausitz.
Nach dem Zweiten Weltkrieg wurde der Verein als Sportgemeinschaft unter dem Namen SG Forst-Süd wiederbelebt. 1950/51 verpasste die Sportgemeinschaft als Zweitplatzierter durch fünf Punkte Unterschied auf die BSG Einheit Spremberg den Aufstieg in die zweitklassige DDR-Liga. Nach kurzen Namensänderungen zu SG Blau-Weiß Forst und SG Süden Forst wurde Forst 1952 eine Betriebssportgemeinschaft mit dem Namen BSG Einheit Forst. 1958, 1963/64, 1965–67 und 1972–80 spielte Einheit in der Fußball-Bezirksliga Cottbus, der dritthöchsten Spielklasse im Spielbetrieb des Deutschen Fußball-Verbandes (DFV) der DDR. Mit dem zweiten Platz in der Saison 1974/75 verpasste der Verein erneut knapp den Aufstieg zur DDR-Liga, vier Punkte trennten am Saisonende Forst von der zweiten Mannschaft von Energie Cottbus.
Nach der Wende erfolgte die erneute Rückbenennung in SV Süden Forst. In den 1990er-Jahren schloss sich die Fußballabteilung des PSV Forst an den SV Süden an. 2007, in dem Jahr des hundertjährigen Vereinsbestehens, gelang der Aufstieg in die Landesliga Süd Brandenburg. Dort konnte sich Forst drei Jahre halten, bevor die Saison 2009/2010 auf einem Abstiegsplatz beendet wurde.
Auf Grund von demographischen Problemen der Stadt Forst und dem daraus resultierenden Spielermangel, entschloss sich der Verein zu einer Vereinsfusion mit dem Rot-Weiß 90 Forst zum 1. Juli 2011. Der daraus entstandene Verein trägt den Namen SV Lausitz Forst.

## Erfolge
- 2 × Ostdeutscher ATSB-Meister 1920, 1926
- 2 × Finale der ATSB-Bundesmeisterschaft 1920, 1926

## Bedeutende Spiele

### Deutsche ATSB-Fußballmeisterschaft 1919/20
Finale zur Deutschen ATSB-Fußballmeisterschaft 1919/20
| TSV 1895 Fürth – TuS Süden Forst 3:2 (0:0) | |
| Austragungsort                             | Sportplatz Demmeringstraße, Leipzig-Lindenau, 11. Juli 1920, 4.500 Zuschauer                              |
| Aufstellung Fürth                          | Volkert – Hamm, Birner – Meyer, Trost, Nickel – Knorr, Schmidtill, Dollinger, Reck, Osterländer           |
| Aufstellung Forst                          | Göldner – Schulz, Hoppenz – Lehmann, Milkowitz, Koslau – Herzberg, Gottschalk, Schuster, Schirpig, Walter |
| Schiedsrichter                             | Fritz Gollmann, Leipzig                                                                                   |
| Tore                                       | 1:0 (50.), 2:0 (58.), 3:0 (60.), 3:1 (75, FE), 3:2 (78.)                                                  |

### Deutsche ATSB-Fußballmeisterschaft 1925/26
Finale zur Deutschen ATSB-Fußballmeisterschaft 1925/26
| Dresdner SV 1910 – TuS Süden Forst 5:1 (1:0) |                                                          |
| Austragungsort                               | Ilgen-Kampfbahn, Dresden, 29. Mai 1926, 12.000 Zuschauer |

## Bekannte ehemalige Spieler
- Siegfried Aldermann (Jugend)
- Matthias Jahn (Einheit Forst)